# مریلین مونرو (ترانه نیکی میناژ)
«مرلین مونرو» تک‌آهنگی از هنرمند اهل ترینیداد و توباگو نیکی میناژ است که در سال ۲۰۱۲ میلادی منتشر شد. این تک‌آهنگ در آلبوم جمعه صورتی: نسخه جدید رومن قرار داشت.